# Elihu Lauterpacht
Sir Elihu Lauterpacht CBE (* 13. Juli 1928 in Cricklewood, London; † 8. Februar 2017) ist der Sohn des Völkerrechtlers Hersch Lauterpacht und war selbst Richter im Bereich des Völkerrechts. Lauterpacht war ab 1953 Fellow des Trinity Colleges in Cambridge und lehrte dort Völkerrecht.  

## Leben
Elihu Lauterpacht war von 1975 bis 1977 Rechtsberater des australischen Außenministeriums und in dieser Funktion stellvertretender Leiter der australischen Delegation bei der Generalversammlung der Vereinten Nationen. Ferner war er von 1993 bis 2001 Ad-hoc-Richter am Internationalen Gerichtshof im Fall Bosnien gegen Jugoslawien sowie Vorsitzender der Eritrea/Äthiopien-Grenzkommission. Darüber hinaus war er Mitglied des Ständigen Schiedshofs (PCA). An mehreren Verfahren vor dem Internationalen Gerichtshof hat er als Rechtsberater teilgenommen.
Elihu Lauterpacht wurde 1989 als Commander in den Order of the British Empire aufgenommen und 1998 zum Knight Bachelor geschlagen. Die Amerikanische Gesellschaft für internationales Recht (ASIL) verlieh ihm und postum seinem Vater 1972 ein ASIL Certificate of Merit (Verdiensturkunde) für ihr gemeinsames Wirken als Herausgeber der International Law Reports. Darüber hinaus ernannte ihn die ASIL 1993 zum Ehrenmitglied und verlieh ihm 2005 mit der Manley-O.-Hudson-Medaille für Verdienste im Bereich des Völkerrechts ihre höchste Auszeichnung. Für 2013 wurde ihm der The Hague Prize for International Law zugesprochen.